# Торпедо (Нижній Новгород)
Хокейний клуб «Торпедо» — хокейний клуб з міста Нижній Новгород, Росія. Заснований у 1946 році як «Торпедо» (Горький), з 1991 року носить назву «Торпедо» (Нижній Новгород). Виступає у чемпіонаті Континентальної хокейної ліги.
Срібний призер чемпіонату СССР (1961).
Домашні ігри команда проводить у Нагірному палаці спорту профспілок (5600). Кольори клубу: синій, червоний і білий.

## Історія
Хокей із шайбою або, як його тоді називали, «канадський хокей» почав широко культивуватися у СРСР у післявоєнні роки. Основним стимулом до масового поширення цього виду спорту стала постанова Всесоюзного комітету з фізичної культури і спорту про проведення розіграшу першості країни з хокею із шайбою у сезоні 1946—47 років. У числі піонерів освоєння цієї гри були і хокеїсти м. Горький. Особливо активно хокей став розвиватися на ГАЗі.
Перший офіційний турнір з хокею із шайбою у Горькому відбувся на початку 1947 року. Переможцями першого Кубка міста стали автозаводці. А вже на наступний сезон «Торпедо» взяв участь у чемпіонаті країни.
«Торпедо» увійшло в історію як перша провінційна команда, яка здобула нагороди чемпіонату СРСР. Сталося це у 1961 році. Сезон 1960—61 став найзначнішим в історії «Торпедо». Автозаводці спочатку виграли престижний тоді Кубок на призи газети «Радянський спорт», вийшли у фінал Кубка СРСР і зрештою завоювали срібні медалі у чемпіонаті країни. Головним тренером тієї команди був Дмитро Богінов. У складі «Торпедо» виступали: воротар Віктор Коноваленко (згодом дворазовий олімпійський чемпіон і восьмиразовий чемпіон світу), захисники Володимир Солодов, Олександр Прилепко, Валерій Кормака, нападники Роберт Сахаровської, Ігор Чістовскій, Лев Халаічев, Ігор Шичков, Олександр Рогов, Борис Немчинов. Склад гравців, які захищали кольори команди у тому сезоні:
- воротарі: Віктор Коноваленко, Володимир Фуфа, Євген Картовищенко;
- захисники: Володимир Солодов, Володимир Кудряшов, Валерій Кормаков, Олександр Прилепський, Анатолій Сорокін, В'ячеслав Жидков;
- нападники: Ігор Чистовський[ru], Ігор Шичков, Лев Халаїчев,  Роберт Сахаровський[ru], Борис Немчинов, Олександр Рогов, Анатолій Дубінін, Анатолій Орлов, Юрій Потєхов, Вадим Гречухін, Геннадій Крутов, Юрій Крупін, Юрій Маричев.
- Старший тренер: Дмитро Богінов.

Після 1961 року «Торпедо» не вдалося увійти до числа призерів національного чемпіонату. Двічі команда була близька від завоювання бронзових маделей — у 1982 і 1985 роках. 1980-ті роки стали періодом чергового підйому «Торпедо». Команда двічі завойовувала приз «Гроза авторитетів», який вручався команді, яка відібрала найбільше очок у призерів чемпіонату.
Хокеїсти «Торпедо» тих років постійно викликалися у різні збірні. Були сезони, коли по 10 і більше торпедівців за сезон захищали честь країни у міжнародних турнірах за участю всіляких збірних СРСР (від першої — до юнацької). Регулярно викликалися в національну команду країни Олександр Скворцов, Володимир Ковін, Михайло Варнаков, а трохи раніше і Юрій Федоров. Великий внесок у торпедовські успіхи тих років внесли московські тренери — Микола Карпов і Юрій Морозов. Гравці, які захищали кольори «Торпедо» у сезонах 1982-го і 1985-го років, коли команда ставала четвертою у країні:
- воротарі: Володимир Воробйов, Сергій Тюляпкін;
- захисники: Юрій Федоров, Михайло Пресняков, Володимир Астаф'єв, Володимир В'язов, Сергій Кунін, Микола Голишев, Олег Кудрявцев, Георгій Солоненко, В'ячеслав Глушко;
- нападники: Олександр Скворцов, Володимир Ковін, Михайло Варнаков, Євген Шигонцев[ru], Віктор Доброхотов, Олександр Кокурін, Анатолій Водоп'янов, В'ячеслав Р'янов, Сергій Єганов, Олександр Фролов, Олександр Павлов, Микола Горшков, Сергій Новосьолов, Євгеній Кудімов, Павло Торгаєв, Валерій Юров, Сергій Кузьмін, Сергій Соколов, Олександр Захаров, Юрій Бубнов, Володимир Кірєєв, Петро Горюнов, Сергій Шестеріков.

У чемпіонатах МХЛ, РХЛ та Росії, які стали проводитися після розпаду СРСР, команда не мала серйозних успіхів. Найвищим досягненням команди став вихід до 1/4 плей-оф у чемпіонаті МХЛ 1995 року.

## Досягнення
У лізі найсильніших — 53 сезони (на початок сезону 2011—12 років). у 1952—1953 і 1953—1998. 
Срібний призер чемпіонату СССР (1961), 4-е місце — у 1982 і 1985, 5-е — у 1960, 1973, 1974, 1979 і 1980, 6-е — у 1962, 1964, 1970, 1983 і 1984. У чемпіонаті СНД 1992 — 6-е. У чемпіонаті МХЛ 1995 — 5—8-е. Фіналіст Кубка СРСР (1961). Вихід в 1/8 фіналу Кубка Гагаріна (2008—09) і суперліги (1999–2000).
Рекордсмени за стажем
- 17 чемпіонатів — Володимир Астаф'єв, Олександр Скворцов, Михайло Пресняков
- Матчі у суперлізі — Анатолій Водоп'янов — 653 гри.
- Матчі в усіх лігах — Олег Наместніков — 720 ігор.
- Найкращий снайпер у лізі найсильніших — Олександр Скворцов — 244 шайби.
- Найкращий асистент у лізі найсильніших — Олександр Скворцов — 204 гольові передачі.
- Найкращий бомбардир у лізі найсильніших за системою «гол+пас» — Олександр Скворцов — 448 очок (244+204).
- Найбільший штрафний час — Володимир Ковін — 570 хвилин.

Рекордсмени одного чемпіонату
- 36 шайб — Роберт Сахаровський (1959–1960), 35 шайб — Павел Брендл (2008—09)
- 26 передач — Ігор Меляков (1998–1999)
- 53 очки за системою «гол+пас» — Михайло Варнаков (1982–1983)
- 95 штрафних хвилин — Анатолій Філатов (1999–2000)

## Арена
Нагірний палац спорту профспілок був збудований у 1965 році. Місткість — 5,600 глядачів. До будівництва головною ареною горьківського «Торпедо» був Палацу спорту на Автозаводі. З 2007 року домашня арена «Торпедо», а сезону 2009—10 тут проводить деякі свої домашні матчі команда «Чайка».

## Відомі гравці
В 1950-ті роки найсильнішими гравцями команди були:
- воротар — Віктор Коноваленко;
- захисники — Володимир Солодов, Володимир Кудряшов, Володимир Кормаков, Олександр Прилепський, Анатолій Сорокін, В'ячеслав Жидков;
- нападники — Леонід Волков, Лев Халаїчев, Роберт Сахаровський, Ігор Чистовський, Ігор Шичков, Анатолій Орлов, Геннадій Крутов, Юрій Потєхов, Борис Немчинов.

Пізніше до списків найкращих хокеїстів СРСР входили:
- воротар — Віктор Коноваленко (1960, 1961, 1963—1968, 1970 і 1971);
- захисники — Володимир Солодов (1960 і 1961), В'ячеслав Жидков (1964—1966), Олександр Куликов (1974 і 1975), Юрій Федоров (1974—1976, 1979 і 1981), Володимир Астаф'єв (1976 і 1977);
- нападники — Анатолій Орлов (1959), Роберт Сахаровський (1960), Ігор Чистовський, Лев Халаїчев (1961 і 1962), Олександр Федотов (1970), Олексій Мішин (1971), Володимир Ковін (1977, 1979, 1981, 1982, 1984), Михайло Варнаков (1979, 1981, 1982, 1984 і 1986), Олександр Скворцов (1979 і 1981—1984).

На чемпіонатах світу і зимових Олімпійських іграх брали участь Віктор Коноваленко (1961, 1963—1968, 1970 і 1971), Юрій Федоров (1975 і 1978), Олександр Скворцов (1970, 1981 і 1983—1985), Володимир Ковін (1984), Михайло Варнаков (1985—1987).

## Фарм-клуби
- ХК «Саров» — Вища хокейна ліга
- «Чайка» (Нижній Новгород) — Молодіжна хокейна ліга